# Àlgebra elemental

Gràfica bidimensional (corba vermella) de l'equació algebraica

L'àlgebra elemental inclou alguns dels conceptes bàsics de l'àlgebra, una de les principals branques de les matemàtiques. Normalment s'ensenya àlgebra elemental a secundària i els seus principis es fonamenten en l'aritmètica. Així com l'aritmètica tracta amb nombres específics, l'àlgebra introdueix quantitats sense valor fix, conegudes com variables. Aquest ús de variables implica l'ús de notació algebraica i una comprensió de les regles generals de les operacions matemàtiques introduïdes en l'aritmètica. A diferència de l'àlgebra abstracta, l'àlgebra elemental no tracta amb estructures algebraiques més enllà del regne dels reals i dels imaginaris.
L'ús de variables per denotar quantitats no determinades permet establir relacions generals entre quantitats expressades de formalment i concisa i, per tant, permet resoldre un camp més ampli de problemes. Moltes relacions quantitatives en la ciència i les matemàtiques estan expressades en forma d'equació algebraica.

## Notació algebraica
La notació algebraica descriu les regles i les convencions per escriure expressions matemàtiques, així com la terminologia que s'utilitza per parlar de parts d'expressions. Per exemple, l'expressió {\displaystyle 3x^{2}-2xy+c} té els següents components:
1. Exponent (potència),
2. Coeficient,
3. Terme,
4. Operador,
5. Constant, x, y : variables

Un coeficient és un valor numèric, o una lletra que representa una constant numèrica, que multiplica una variable (l'operador és omès). Un terme és un sumand, un grup de coeficients, variables, constants i exponents que es pot separar dels altres termes pels operadors més o menys. Les lletres representen variables i constants. Per conveni, les primeres lletres de l'alfabet (és a dir {\displaystyle a,b,c}) són usades sovint per representar constants, i les últimes lletres (és a dir {\displaystyle x,y} i z) s'usen per representar variables. Normalment s'escriuen en cursiva.
Les operacions algebraiques funcionen de la mateixa manera que les operacions aritmètiques, com la suma, la resta, la multiplicació, la divisió i la potenciació, i s'apliquen a les variables algebraiques i als termes. Els símbols de multiplicació són sovint omesos, i se sobreentenen quan no hi ha res entre dues variables o dos termes, o quan s'utilitza un coeficient. Per exemple, {\displaystyle 3\times x^{2}} s'escriu {\displaystyle 3x^{2}}, i {\displaystyle 2\times x\times y} es pot escriure {\displaystyle 2xy}.
Normalment, els termes que tenen una potència més gran (exponent) es troben a l'esquerra de les expressions, per exemple, {\displaystyle x^{2}} s'escriu a l'esquerra de x. Quan un coeficient és 1, és normalment omès (per exemple {\displaystyle 1x^{2}} s'escriu {\displaystyle x^{2}}). Igualment s'omet l'exponent quan és 1, (per exemple {\displaystyle 3x^{1}} s'escriu {\displaystyle 3x}). Quan l'exponent és zero, s'escriu simplement 1 (per exemple {\displaystyle x^{0}} sempre es reescriu com 1). Tanmateix {\displaystyle 0^{0}}, en ser indefinit, no hauria d'aparèixer en una expressió, i s'ha de vigilar quan se simplifiquen expressions en què les variables apareixen en els exponents.

### Notació alternativa
Quan el format requerit no està disponible, s'utilitzen altres tipus de notació en les expressions algebraiques. Com a il·lustració d'això, mentre que en text pla s'utilitzen superíndexs pels exponents ({\displaystyle x^{2}}), en altres àmbits com ara el llenguatge de marques de TeX, s'utilitza el símbol caret "^" per representar les potències, així doncs {\displaystyle x^{2}} s'escriu "x^2"., així com en altres llenguatges de programació com ara Lua. En llenguatges de programació com Ada, Fortran, Perl, Python i Ruby, s'utilitza un doble asterisc, així doncs {\displaystyle x^{2}} s'escriu "x**2". Molts llenguatges de programació i calculadores utilitzen un únic asterisc per representar el símbol de la multiplicació, i s'ha d'utilitzar de forma explícita, per exemple, {\displaystyle 3x} s'escriu "3*x".

## Conceptes

### Variables
L'àlgebra elemental estén i està construïda sobre l'aritmètica a partir de la introducció de lletres anomenades variables per representar nombres generals (no específics). Això és útil per diferents raons.
1. Les variables poden representar nombres els valors dels quals encara no són coneguts. Per exemple, si la temperatura del dia d'avui, A, és 20 graus més alta que la temperatura del dia previ P, llavors el problema pot ser descrit algebraicament com {\displaystyle A=P+20}.[21]
2. Les variables permeten descriure problemes generals,[22] sense especificar els valors de les quantitats implicades. Per exemple, es pot afirmar específicament que 5 minuts són equivalents a {\displaystyle 60\times 5=300} segons. Una descripció (algebraica) més general pot afirmar que el nombre de segons, {\displaystyle s=60\times m}, on m és el nombre de minuts.
3. Les variables permeten descriure relacions matemàtiques entre quantitats que poden canviar.[23] Per exemple, la relació entre la longitud de la circumferència, c, i el diàmetre, d, d'un cercle és descrita per la relació {\displaystyle \pi =c/d}.
4. Les variables permeten descriure algunes propietats matemàtiques. Per exemple, una propietat bàsica de la suma és la commutativitat que afirma que l'ordre dels nombres que se sumen no influeix en el resultat. La commutativitat és expressada algebraicament com {\displaystyle (a+b)=(b+a)}.[24]

### Expressions simplificades
Es poden avaluar i simplificar les expressions algebraiques, mitjançant les propietats bàsiques de les operacions aritmètiques (la suma, la resta, la multiplicació, la divisió i la potenciació). Per exemple,
- Els termes que se sumen, a través dels coeficients. Per exemple, es pot simplificar {\displaystyle x+x+x} a {\displaystyle 3x} (on 3 és un coeficient numèric).
- Els termes que es multipliquen, a través dels exponents. Per exemple, {\displaystyle x\times x\times x} és representat mitjançant {\displaystyle x^{3}}
- Termes similars se sumen junts,[25] per exemple, {\displaystyle 2x^{2}+3ab-x^{2}+ab} s'escriu com {\displaystyle x^{2}+4ab}, perquè els termes que contenen {\displaystyle x^{2}} se sumen junts, i els termes que contenen {\displaystyle ab} se sumen junts (s'extreu factor comú).
- Els elements de dins d'un parèntesis són multiplicats per allò que els multiplica des de fora usant la propietat distributiva. Per exemple, {\displaystyle x(2x+3)} pot ser escrit com {\displaystyle (x\times 2x)+(x\times 3)} que, usant les propietats anteriors, és {\displaystyle 2x^{2}+3x}
- Les expressions es poden factoritzar. Per exemple, {\displaystyle 6x^{5}+3x^{2}}, dividint cada terme per {\displaystyle 3x^{2}} pot ser escrit com {\displaystyle 3x^{2}(2x^{3}+1)}

### Equacions

Animació que il·lustra el teorema de Pitàgores per un triangle rectangle, que mostra la relació algebraica entre la hipotenusa, i els altres dos catets.

Una equació afirma que dues expressions són iguals a través del símbol d'igualtat, = (el signe igual). Una de les equacions més conegudes descriu el teorema de Pitàgores, que relacions la longitud dels costats d'un triangle rectangle:
{\displaystyle c^{2}=a^{2}+b^{2}}
Aquesta equació afirma que {\displaystyle c^{2}}, que representa el quadrat de la longitud de la hipotenusa (el costat contrari a l'angle recte) és igual a la suma dels quadrats dels altres dos costats, les longituds dels quals són representades com a i b.
Una equació és l'afirmació que dues expressions tenen el mateix valor i són iguals. Algunes equacions són certes per tot valor de les variables que hi apareixen (com és el cas de {\displaystyle a+b=b+a}); aquestes equacions són anomenades identitat. Les equacions condicionals són certes només per alguns valors de les variables que hi apareixen, per exemple {\displaystyle x^{2}-1=8} és cert només per {\displaystyle x=3} i {\displaystyle x=-3}. Els valors de les variables que fan que l'equació sigui certa són les solucions de l'equació i es poden trobar mitjançant la resolució de l'equació.
Una altra tipus d'equació és la desigualtat. S'utilitzen les desigualtats per afirmar que el valor en un costat de l'equació és més gran o més petit que el de l'altre costat. El símbols que s'utilitzen són: {\displaystyle a>b} on {\displaystyle >} representa 'més gran que', i {\displaystyle a<b} on {\displaystyle <} representa 'menys que'. Igual que en les equacions d'igualtat estàndard, es poden sumar, restar, multiplicar o dividir els nombres. L'única excepció és que quan es multiplica o divideix per un nombre negatiu, el símbol de desigualtat s'inverteix.

#### Propietats de la igualtat
Per definició, la igualtat és una relació d'equivalència, en el sentit que té les propietats (a) reflexivitat (és a dir, {\displaystyle b=b}), (b) simetria (és a dir, si {\displaystyle a=b} llavors {\displaystyle b=a}) (c) transitivitat (és a dir, si {\displaystyle a=b} i {\displaystyle b=c} llavors {\displaystyle a=c}). També satisfà la important propietat que sí s'utilitzen dos símbols diferents per coses iguals, llavors un dels símbols pot ser substituït per l'altre en qualsevol afirmació sobre el primer i l'afirmació seguirà sent vàlida. Això implica les següents propietats:
- si {\displaystyle a=b} i {\displaystyle c=d} llavors {\displaystyle a+c=b+d} i {\displaystyle ac=bd};
- si {\displaystyle a=b} llavors {\displaystyle a+c=b+c} i {\displaystyle ac=bc};
- més generalment, per qualsevol funció f, si {\displaystyle a=b} llavors {\displaystyle f(a)=f(b)}.

#### Propietats de la desigualtat
Les relacions menor que {\displaystyle <} i major que {\displaystyle >} tenen la propietat de la transitivitat:
- Si   {\displaystyle a<b}   i   {\displaystyle b<c}   llavors   {\displaystyle a<c};
- Si   {\displaystyle a<b}   i   {\displaystyle c<d}   llavors   {\displaystyle a+c<b+d};[30]
- Si   {\displaystyle a<b}   i   {\displaystyle c>0}   llavors   {\displaystyle ac<bc};
- Si   {\displaystyle a<b}   i   {\displaystyle c<0}   llavors   {\displaystyle bc<ac}.

Revertint aquesta desigualtat, {\displaystyle <} i {\displaystyle >} poden ser intercanviats, per exemple:
- {\displaystyle a<b} és equivalent a {\displaystyle b>a}